# Convocazioni al campionato europeo femminile under 19 di pallavolo 2020
Elenco delle giocatrici convocate per il campionato europeo under 19 2020.

## Bielorussia
| N° | Nome                  | Ruolo | Data di nascita   | Squadra             |
| -- | --------------------- | ----- | ----------------- | ------------------- |
| -  | Volha Palcheuskaya    | All   | -                 | -                   |
| 2  | Anastasiya Shahun     | C     | 1º novembre 2002  | Minčanka            |
| 4  | Dziyana Vaskouskaya   | L     | 23 luglio 2003    | Poles'ja Mozyrskaja |
| 5  | Kseniya Liabiodkina   | S     | 18 febbraio 2002  | Minčanka            |
| 6  | Viktoryia Kastsiuchyk | L     | 10 aprile 2002    | Kommunalnik Grodno  |
| 7  | Hanna Karabinovich    | O     | 15 aprile 2002    | Poles'ja Mozyrskaja |
| 9  | Darya Sauchuk         | C     | 13 luglio 2002    | Pribuž'e Brest      |
| 11 | Lizaveta Bahayeva     | P     | 3 settembre 2003  | Minčanka            |
| 12 | Darya Borys           | S     | 12 marzo 2003     | Minčanka            |
| 13 | Lizaveta Aliseika     | P     | 22 gennaio 2002   | Pribuž'e Brest      |
| 14 | Darya Vakulka         | O     | 7 giugno 2002     | Minčanka            |
| 16 | Darya Burak           | C     | 12 settembre 2002 | Poles'ja Mozyrskaja |
| 17 | Emilia Mikanovich     | S     | 24 novembre 2003  | Minčanka            |

## Bosnia ed Erzegovina
| N° | Nome                 | Ruolo | Data di nascita  | Squadra         |
| -- | -------------------- | ----- | ---------------- | --------------- |
| -  | Natmir Buljubašić    | All   | -                | -               |
| 1  | Irena Vukoje         | P     | 3 aprile 2003    | Jedinstvo Brčko |
| 2  | Anastazija Čelar     | S     | -                | Troglav Livno   |
| 6  | Sara Glibić          | S     | 24 aprile 2002   | He na Drini     |
| 7  | Sara Garić           | C     | -                | -               |
| 8  | Sara Marković        | C     | 28 novembre 2002 | Banjaluka       |
| 11 | Nikolina Albijanić   | L     | 1º gennaio 2002  | Bileća          |
| 12 | Nastja Ilić          | S     | 6 agosto 2003    | Sloboda         |
| 13 | Neira Joldić         | L     | 1º gennaio 2003  | -               |
| 15 | Amina Halilović      | P     | 22 luglio 2003   | Sloboda         |
| 16 | Ana Marija Topalović | S     | -                | -               |
| 18 | Amina Buljubašić     | S     | 28 aprile 2005   | Smec            |
| 19 | Katarina Popić       | O     | -                | -               |

## Bulgaria
| N° | Nome               | Ruolo | Data di nascita  | Squadra      |
| -- | ------------------ | ----- | ---------------- | ------------ |
| -  | Gabriela Ayshinova | All   | -                | -            |
| 4  | Nikol Peychinova   | C     | 16 giugno 2003   | Levski Sofia |
| 5  | Kristina Yordanova | S     | 24 marzo 2002    | Kazanlăk     |
| 6  | Galina Karabaševa  | L     | 6 agosto 2002    | Levski Sofia |
| 7  | Ioanna Atanasova   | S     | 24 luglio 2003   | Levski Sofia |
| 8  | Zlatina Drumeva    | S     | 22 dicembre 2002 | Rakovski     |
| 9  | Borislava Licheva  | P     | 6 novembre 2003  | Levski Sofia |
| 10 | Nikol Dankinova    | S     | 29 aprile 2002   | Slavia Sofia |
| 11 | Alexandra Săjkova  | S     | 22 luglio 2003   | CSKA Sofia   |
| 13 | Merelin Nikolova   | O     | 17 maggio 2003   | -            |
| 17 | Nikol Milanova     | S     | 10 agosto 2002   | -            |
| 18 | Mila Ilieva        | C     | 19 giugno 2002   | -            |
| 20 | Mila Paškuleva     | L     | 6 settembre 2003 | Rakovski     |

## Croazia
| N° | Nome              | Ruolo | Data di nascita  | Squadra        |
| -- | ----------------- | ----- | ---------------- | -------------- |
| -  | Saša Ivanišević   | All   |                  | -              |
| 1  | Karla Antunović   | P     | 27 marzo 2002    | HAOK Mladost   |
| 3  | Mia Bilušić       | S     | 15 aprile 2003   | HAOK Mladost   |
| 5  | Mia Kainz         | L     | 30 luglio 2002   | Osijek         |
| 7  | Dijana Karatović  | S     | 2 agosto 2003    | HAOK Mladost   |
| 8  | Zorana Brčić      | P     | 23 luglio 2003   | Osijek         |
| 10 | Ana Ištuk         | S     | 11 luglio 2002   | HAOK Mladost   |
| 11 | Mirta Freund      | C     | 4 luglio 2002    | HAOK Mladost   |
| 12 | Andrea Koraca     | C     | 12 ottobre 2002  | HAOK Rijeka    |
| 13 | Larisa Pauletić   | O     | 3 luglio 2003    | Poreč          |
| 14 | Rebecca Scoria    | L     | 13 maggio 2003   | Poreč          |
| 18 | Jelena Zdilar     | C     | 4 ottobre 2002   | Marina Kaštela |
| 19 | Andrea Mihaljević | S     | 21 febbraio 2003 | HAOK Mladost   |

## Francia
| N° | Nome                 | Ruolo | Data di nascita   | Squadra |
| -- | -------------------- | ----- | ----------------- | ------- |
| -  | Fabrice Vial         | All   | 18 aprile 1969    | -       |
| 2  | Aminata Dia          | C     | 12 febbraio 2002  | IFVB    |
| 3  | Leïa Ratahiry        | S     | 27 settembre 2002 | IFVB    |
| 4  | Naomi Ngolongolo     | C     | 26 dicembre 2002  | IFVB    |
| 5  | Jade Defraeye        | C     | 22 marzo 2003     | IFVB    |
| 7  | Énora Danard-Selosse | P     | 31 dicembre 2002  | Pôle    |
| 8  | Émilie Respaut       | P     | 25 aprile 2003    | IFVB    |
| 10 | Stella Vidaller      | L     | 2 ottobre 2002    | IFVB    |
| 11 | Julie Henyo          | S     | 29 maggio 2002    | IFVB    |
| 13 | Guewe Diouf          | S     | 15 giugno 2002    | IFVB    |
| 15 | Halimatou Bah        | S     | 21 dicembre 2003  | IFVB    |
| 17 | Hope Rakotozafy      | L     | 21 agosto 2003    | IFVB    |
| 22 | Iman Ndiaye          | O     | -                 | -       |

## Polonia
| N° | Nome                | Ruolo | Data di nascita   | Squadra          |
| -- | ------------------- | ----- | ----------------- | ---------------- |
| -  | Wiesław Popik       | All   | -                 | -                |
| 1  | Dominika Pierzchała | C     | 11 marzo 2003     | SMS PZPS Szczyrk |
| 3  | Karolina Drużkowska | S     | 3 giugno 2002     | SMS PZPS Szczyrk |
| 5  | Martyna Borowczak   | S     | 30 agosto 2002    | SMS PZPS Szczyrk |
| 7  | Martyna Łazowska    | P     | 10 aprile 2002    | SMS PZPS Szczyrk |
| 8  | Julita Piasecka     | S     | 25 settembre 2002 | SMS PZPS Szczyrk |
| 9  | Ewa Kostera         | P     | 2 febbraio 2002   | BKS              |
| 10 | Izabela Dabrowska   | L     | 13 gennaio 2003   | Wieżyca Stężyca  |
| 13 | Sonia Stefanik      | C     | 8 ottobre 2002    | SMS PZPS Szczyrk |
| 14 | Natalia Rejment     | L     | 1º gennaio 2003   | -                |
| 15 | Martyna Czyrniańska | S     | 13 ottobre 2003   | SMS PZPS Szczyrk |
| 16 | Julia Orzol         | O     | 11 ottobre 2002   | SMS PZPS Szczyrk |
| 19 | Katarzyna Hyży      | C     | 2 agosto 2002     | SMS PZPS Szczyrk |

## Serbia
| N° | Nome               | Ruolo | Data di nascita  | Squadra                |
| -- | ------------------ | ----- | ---------------- | ---------------------- |
| -  | Milan Grsić        | All   | -                | -                      |
| 1  | Andrea Tišma       | P     | 15 aprile 2003   | Partizan               |
| 4  | Bojana Gočanin     | L     | 29 ottobre 2002  | TENT                   |
| 6  | Valerija Savicević | C     | 4 marzo 2002     | Beograd                |
| 7  | Aleksandra Uzelac  | S     | 27 luglio 2004   | -                      |
| 8  | Tara Taubner       | O     | 11 gennaio 2002  | Stella Rossa           |
| 9  | Tijana Vrcelj      | P     | 4 settembre 2002 | Vizura                 |
| 10 | Jovana Cvetković   | S     | 25 marzo 2002    | TENT                   |
| 11 | Hena Kurtagić      | C     | 27 agosto 2004   | TENT                   |
| 14 | Vanja Savić        | O     | 15 marzo 2002    | Jedinstvo Stara Pazova |
| 15 | Isidora Kocarević  | S     | 12 gennaio 2002  | Jedinstvo Stara Pazova |
| 20 | Minja Osmajić      | C     | 12 febbraio 2003 | Omladinac              |
| 21 | Branka Tica        | S     | 1º gennaio 2003  | Omladinac              |

## Slovacchia
| N° | Nome               | Ruolo | Data di nascita | Squadra           |
| -- | ------------------ | ----- | --------------- | ----------------- |
| -  | Jaroslav Hančák    | All   | -               | -                 |
| 2  | Sára Dlhošová      | S     | 14 gennaio 2002 | Brusno            |
| 4  | Kristína Čierna    | S     | 16 aprile 2002  | Slávia Bratislava |
| 5  | Deana Valentová    | S     | 16 maggio 2005  | -                 |
| 6  | Tereza Hrušecká    | C     | 2 luglio 2002   | SVF               |
| 7  | Ema Smiešková      | C     | 3 gennaio 2003  | Pezinok-Bilíkova  |
| 8  | Alexandra Fričová  | S     | 16 ottobre 2004 | Slávia Bratislava |
| 10 | Rebecca Foldesiová | C     | 27 gennaio 2002 | UKF Nitra         |
| 11 | Karolína Kucserová | S     | 30 aprile 2002  | Pezinok-Bilíkova  |
| 14 | Zuzana Justhová    | L     | 3 febbraio 2004 | SVF               |
| 15 | Diana Návratová    | O     | 4 maggio 2003   | SVF               |
| 16 | Anna Kohútová      | P     | 10 aprile 2003  | SVF               |
| 19 | Kristína Laučíková | P     | 6 febbraio 2002 | SVF               |

## Turchia
| N° | Nome                 | Ruolo | Data di nascita  | Squadra         |
| -- | -------------------- | ----- | ---------------- | --------------- |
| -  | Şahin Çatma          | All   | -                | -               |
| 2  | Sude Hacımustafaoğlu | S     | 25 marzo 2000    | Mehmet Erdem    |
| 5  | Çağla Salih          | P     | 5 aprile 2002    | Mehmet Erdem    |
| 7  | Elif Su Eriçek       | S     | 16 dicembre 2002 | Galatasaray     |
| 10 | Lila Şengün          | P     | 2 marzo 2002     | Fenerbahçe      |
| 11 | Hanife Özaydınlı     | C     | 1º novembre 2002 | TVF Spor Lisesi |
| 12 | İlayda Uçak          | C     | 28 ottobre 2002  | VakıfBank GS    |
| 14 | Sude Naz Uzun        | C     | 28 aprile 2003   | Fenerbahçe      |
| 15 | İpar Özay Kurt       | S     | 10 novembre 2003 | Fenerbahçe      |
| 18 | Aleyna Göçmen        | S     | 1º giugno 2004   | VakıfBank GS    |
| 19 | Beren Yeşilırmak     | S     | 1º giugno 2005   | Galatasaray     |
| 21 | Gülce Güçtekin       | L     | 10 ottobre 2002  | Mehmet Erdem    |
| 26 | Melisa Ege Bükmen    | S     | 24 febbraio 2002 | VakıfBank GS    |